# Golfo de Van Diemen

Mapa do golfo de Van Diemen, no norte da Austrália

O Golfo de Van Diemen (11° 49′ S, 131° 57′ L) é um golfo entre a Terra de Arnhem, a Península de Cobourg e a Ilha Melville, no norte da Austrália. Liga ao Mar de Timor a oeste pelo Estreito de Clarence (junto de Darwin), e ao Mar de Arafura a norte pelo Estreito de Dundas (entre a Ilha Melville e a Península de Cobourg). Cobre uma área de cerca de 14 000 km².
Rios que desaguam neste golfo são, por exemplo, o Rio South Alligator, o Rio East Alligator e o Rio Adelaide.